# ريان ديفيد جان
ريان ديفيد جان (بالإنجليزية: Ryan David Jahn)‏‏ (1979 في أريزونا - )؛ كاتب، وكاتب سيناريو، وروائي من الولايات المتحدة.

## روابط خارجية
- ريان ديفيد جان على موقع IMDb (الإنجليزية)